# Roman Kukovič
Roman Kukovič
Pisatelj, novinar, publicist in režiser
Roman KUKOVIČ se je rodil 11.11.1956 v Trbovljah.
Več o njem na njegovi osebni spletni strani : http://romankukovic.weebly.com/o-meni.html
Po študiju prava je začel delati v medijih, najprej na takratni TV Ljubljana. Kasneje je kot novinar in urednik sooblikoval programe in vsebine na RTV Trbovlje, TV Center, TV PIKA in RAI, ter več regionalnih TV.
Ves čas novinarskega dela je pisal tudi scenarije za v večini dokumentarne filme in jih nekaj podpisal tudi kot režiser.
Kot avtor/scenarist in režiser se je podpisal pod naslednje dokumentarne in TV filme:
- 1.JUNIJ V TRBOVLJAH, 1999, RTV Trbovlje, scenarij in režija;
Film govori o spopadu rudarjev leta 1924 v Trbovljah, kjer je želela fašistična organizacija ORJUNA razviti svoj prapor.
- STOJAN BATIČ - PORTRET , 2000, TV Center, scenarij in režija;
Portret umetnika, kiparja Stojana Batiča, posebej je v filmu predstavljen njegov "RUDARSKI OPUS", za katerega je kipar dobil več priznanj, tudi Prešernovo nagrado.
- DIH ORIENTA, celovečerni dokumentarni film, 92 min, HD, Turčija, Ljubljana, 2006;
Dokumentarni film o JV Turčiji.
- DIH ORIENTA, serija TV dokumentarnih filmov, 180 min, HD, 1-6 del, Side, Olympos, Demre, Alanya, Antalya, Managvat;
Podobno kot celovečerni film, tudi serija prikazuje potopis po JV delih Turčije.
- PRIMORSKO-KRAŠKE ŠTORIJE, dokumentarna nanizanka, 45 oddaj po cca 15-25 min, Italija/Slovenija, 2009-2014,
Serija kratkih dokumentarnih TV filmov iz tržaškega obrobja in slovenskega Krasa.
VOJAŠKI MUZEJ LOKEV - ogled je možen na YouTube.
- SONCE V KVADRANTU, film, režija Roman Kukovič, Trbovlje, 2014, 20 min, HD ;
Trbovlje, od prazgodovine do danes. Ogled je možen na YouTube. 

- IDI, BJEŽI, poje SABINA DMITROV, videospot, vir: YouTube, režija R.Kukovič, 2013;
- TRBOVLJE, SREČNO, videospot, 1999, mladinski orkester GŠ Trbovlje, glasba Marjan Korošec, scenarij in režija Roman Kukovič, kamera Matjaž Kirn;
Kljub delu za televizijo in film, je Roman Kukovič ves čas pisal tudi prozo. Najprej novele, kasneje pa tudi romane. 
Izdane knjige oz. romani:
- INTERNETNA ČOKOLADA, roman, založba Murano, Portorož, 2012, ISBN 978-961-6883-20-7; 
Roman o dveh v zrelih letih, ki se na internetnih straneh za zmenke srečata po več kot tridesetih letih.
- ZA SONCEM VEDNO PRIDE DEŽ, roman, založba Murano, Portorož, 2012, ISBN 978-961-6883-19-1 ;
Verjetno prvi slovenski roman, ki obravnava t.i. "tajkunsko" problematiko. Izmišljena zgodba z resničnimi nastavki, ob kateri vzporedno teče tudi osebna zgodba glavnega junaka.
- TARTINIJEV KLJUČ, roman, založba Murano, Portorož, 2013, ISBN 978-961-93119-5-0 ;
Mladinski roman, ki je zaradi uvrstitve v knjižnicah na oddelke za odrasle, postal roman za vse generacije. Mehka kriminalna zgodba se dogaja v Piranu, v poletnih dneh in ima poleg akcijskih nastavkov veliko konotacij, ki kažejo na to, da gre tudi za socialno sliko današnjih dni. V zgodbi opisani najstniki namreč prihajajo iz povsem različnih socialnih okolij, a jih skupne dogodivščine in osebne simpatije združijo, tako da postanejo nerazdružljivi prijatelji. 
- ŠKRŽATI Z LAVANDE, roman, založba ARTIUS, Zagorje ob Savi, 2014, ISBN 978-961-281-387-1 ;
Recenzija v reviji Bukla : Si predstavljate, da v agenciji rezervirate počitnice v samotnem zalivu, kjer bi radi prebili svoj letni dopust v tišini, sami s seboj, nato pa se ob vas pojavi še ena oseba, ki so ji v isti agenciji prodali popolnoma enak aranžma? Kaj storiti v takšnem primeru? Pred takšno zagato se znajdeta Julija in Odisej, junaka tega romana, ki ga lahko beremo kot nadvse prikupno ljubezensko zgodbo ali pa v njem zagledamo prefinjeno odstiranje tančic s številnih, včasih tudi banalnih skrivnosti. Julija, ženska srednjih let na pragu ločitve, in šarmantni Odisej, ki v sebi nosi ogromno bolečino, drug drugemu počasi razkrivata svoj notranji svet in ob tem odmetavata maske. Bosta »plesala le eno poletje« ali pa bosta skupaj odšla v jesen? Roman, zavit v vonj »lavande«, se pretanjeno potaplja v globine posameznikove duše.
Vesna Sivec Poljanšek; Bukla 104 - http://www.bukla.si/?action=books&book_id=22198 Arhivirano 2017-04-22 na Wayback Machine.
- ALAH POD SVETO TROJICO, roman, založba PRIMUS, Brežice, 2016, ISBN 978-961-6950-54-1 ;
Zgodba spregovori o izredno aktualni begunski tematiki. Sirec Jaser se odpravi na beg do Nemčije, pot ga prinese tudi v slovenski begunski center, kjer spozna aktivistko Majo. Tako lahko spremljamo oba, izvemo, kaj vse je na poti doživel Jaser in pri tem nam bo lahko dobro služil tudi spomin na nedavne prizore iz medijev. Ob Maji in njeni družini, kjer ne manjka "levih in desnih", pa se bomo lahko stehtali in izmerili. Delo je aktualno in kliče k samorefleksiji slehernika in naroda kot takega. Pisatelj je razvil tudi lik Janeza Kralja. Ime napove narcisistično ranjen slovenski "povpreček", torej političnega samodržca, nacionalista, homofoba, tudi alkoholika, ki preko političnih prepričanj usodno vpliva na vse okoli sebe. Gre za "berljivejši" slovenski roman. Bralci, ki to iščejo, razumejo in bodo veseli mojega zaznamka. (spletna stran Dobre knjige -http://www.dobreknjige.si/Knjiga.aspx?knjiga=3055 )
- TISTI NJIHOVI SREBRNI GLASOVI, roman, založba PRIMUS, Brežice, 2017, ISBN 978-961-6950-91-6 ;
»Oh, koliko nepokvarjene lepote, koliko žive dobrote se lahko snuje v človeku teh rudarskih dolin ... Oh, ti moji otroci! Ti moji slavčki! In tisti njihovi srebrni glasovi!« je zavzdihnil, ko je njihovo petje počasi pojenjalo.
Roman Tisti njihovi srebrni glasovi je po besedah avtorja neke vrste literarna freska tistega časa, barvo, tempo in zven pa romanu dajejo srebrni glasovi mladih pevcev zbora Slavček, kot jih je takrat poimenoval skladatelj Emil Adamič, in okolje, v katerem je zbor deloval.
http://primus.si/tisti-njihovi-srebrni-glasovi ;
https://govori.se/zanimivosti/fenomen-mladinskega-pevskega-zbora-trboveljski-slavcek/ ;
http://romankukovic.weebly.com/izdane-knjige.html ;
https://www.zon.si/gasterbajter-na-zacasnem-delu-v-italiji/ ;
Poleg romanov, Roman KUKOVIČ piše tudi novele. Prve so izšle že v sedemdesetih letih dvajsetega stoletja v reviji Monitor in drugih literarnih revijah. Leta 1983 je bil tudi izbran za Republiško srečanje mladih literatov v Lenartu v Slovenskih goricah, kjer se je predstavil prav s svojimi novelami, ena od njih, novela Dve ženski, pa je izšla tudi v zborniku tistega srečanja, ki je nosil naslov PRVE STOPINJE, ZKOS, februar 1983.
http://www2.arnes.si/~mbzkolen1/pesnik/pesnik.htm#25
Izdane novele:
- POTOVANJE Z ALMO, novela, revija MLADIKA, Trst, 2011, 
TI=Mladika ISSN: Y500-425X ; 1124-657X.- Leto 55, [št.] 4 (jul. 2011), str. 2-8 ;
Zgodbo pripoveduje France, ki s svetovno popotnico Almo Karlin po Trstu potuje v času in prostoru, med tem pa srečujeta ljudi, ki so po svoje zaslužni, da je Trst svetovljansko mesto. Tako ima France "privilegij" da spregovori z Ito Rino, Ernestom Hemingwayem, James Joyceom, R.M.Rilkejem, Vladimirjem Bartolom, Nikolo Teslo in drugimi, ki so kakor koli pustili svoj delček v mozaiku stoletja dolgega življenja mesta.
- SENCE MINLJIVOSTI, zbirka novel, založba ARTIUS, Zagorje ob Savi, 2014, 
ISBN 978-961-93778-4-0 (pdf)
ISBN 978-961-93778-5-7 (ePub)
Novele o intimnih prelomnicah posameznikov, o stiskah in iskanju rešitev.
http://www.dlib.si/details/URN:NBN:SI:DOC-KPNYYQQW ;
- MODRO BELO RDEČA NASPROTJA Z ZVEZDO, zbirka novel, založba ARTIUS, Zagorje ob Savi, 2014,
ISBN 978-961-93778-6-4 (pdf)
ISBN 978-961-93778-7-1 (ePub)
Novele o manj znanih dogodkih znanih osebnosti z manj znanimi (Aleksandar Rankovič, Janez Drnovšek, Miha Marinko, Ibrahim Rugova, itd.)
http://www.dlib.si/details/URN:NBN:SI:DOC-VSEUN6JT
Napisal in izdal je tudi prvo iz serije zgodb za otroke.
- ZGODBE IZ ZALIVA SV.FLORIJANA - 1. DEL : AMFORA, zgodba za otroke, založba ARTIUS, 2014,
ISBN 978-961-93778-8-8 (pdf)
ISBN 978-961-93778-9-5 (ePub)
Zgodba se dogaja pod skalo v morju v osamljenem zalivu, kjer sobivajo Morska mačka Štefanija, Želva Historica, morski konjiček in taksist Ferrari, ter druge morske živali, govori pa o nujnosti sobivanja.
```
http://www.dlib.si/details/URN:NBN:SI:DOC-KJDK9YGY
 ;
```

Roman Kukovič je tudi kot producent sodeloval pri več TV projektih na nacionalnih in drugih televizijah.
1. ↑  https://www.obrazislovenskihpokrajin.si/oseba/kukovic-roman/